# Marie Wilson (Schauspielerin, 1974)
Marie Wilson (* 12. Oktober 1974 in Athen als Marie Flevaras) ist eine kanadisch-griechische Schauspielerin.

## Leben und Karriere
Marie Wilson wurde 1974 in Athen geboren und wuchs in Toronto auf. Ihren ersten Auftritt beim Film hatte sie in dem Fernsehdrama And the Beat Goes On: The Sonny and Cher Story im Jahr 1999. Anschließend verkörperte Wilson die Ärztin Karen Wexler in der Fernsehserie General Hospital und in dessen Spin-off Port Charles. In beiden Serien hatte sie 2003 ihren letzten Auftritt. 2004 erhielt sie eine unbedeutenden Rolle in dem Sportdrama Guarding Eddy.
Von 2005 bis 2010 spielte sie in 636 Folgen die Rolle der Meg Snyder in der Seifenoper Jung und Leidenschaftlich – Wie das Leben so spielt. Im Jahr 2011 folgten Gastauftritte in Got Karma? und Workshop sowie 2012 in Criminal Minds. Zuletzt stand Wilson für die Produktion Awaken in der Nebenrolle Lisa vor der Kamera.
Marie Wilson ist mit ihrem Mann Michael Wilson seit dem 31. Dezember 1996 verheiratet. Seit dem 12. Februar 2001 sind die beiden Eltern einer Tochter.

## Filmografie (Auswahl)
- 1999–2003: General Hospital
- 1999–2003: Port Charles
- 2005–2010: Jung und Leidenschaftlich – Wie das Leben so spielt (As the World Turns, Fernsehserie, 636 Folgen)
- 2012: Awaken
- 2012: Criminal Minds (Fernsehserie, Folge 7x23 Hit)